# Petrobrasaurus
Petrobrasaurus là một chi khủng long, được Filippi Canudo Salgado Garrido R. A. García (as R. García) Cerda & Otero mô tả khoa học năm 2011.